# Gipsy Kings

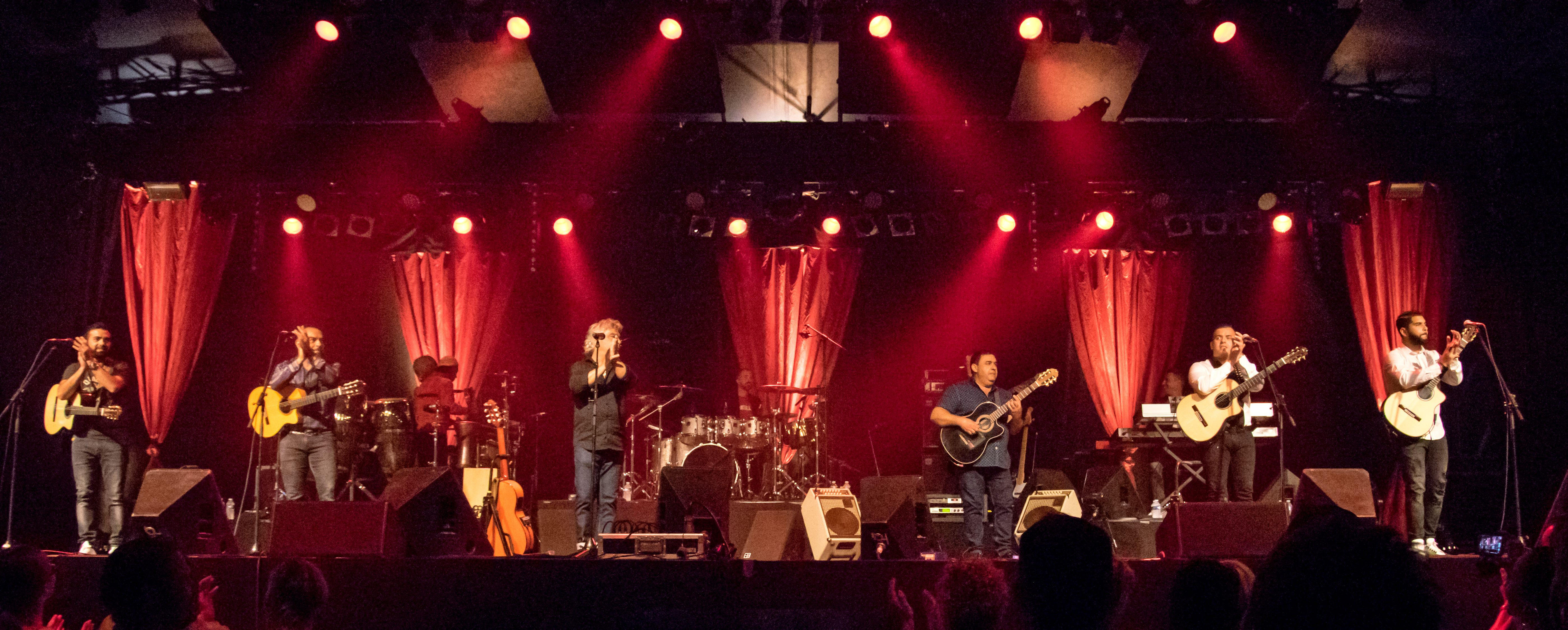
Zelt-Musik-Festival 2016 i Freiburg im Breisgau, Tyskland

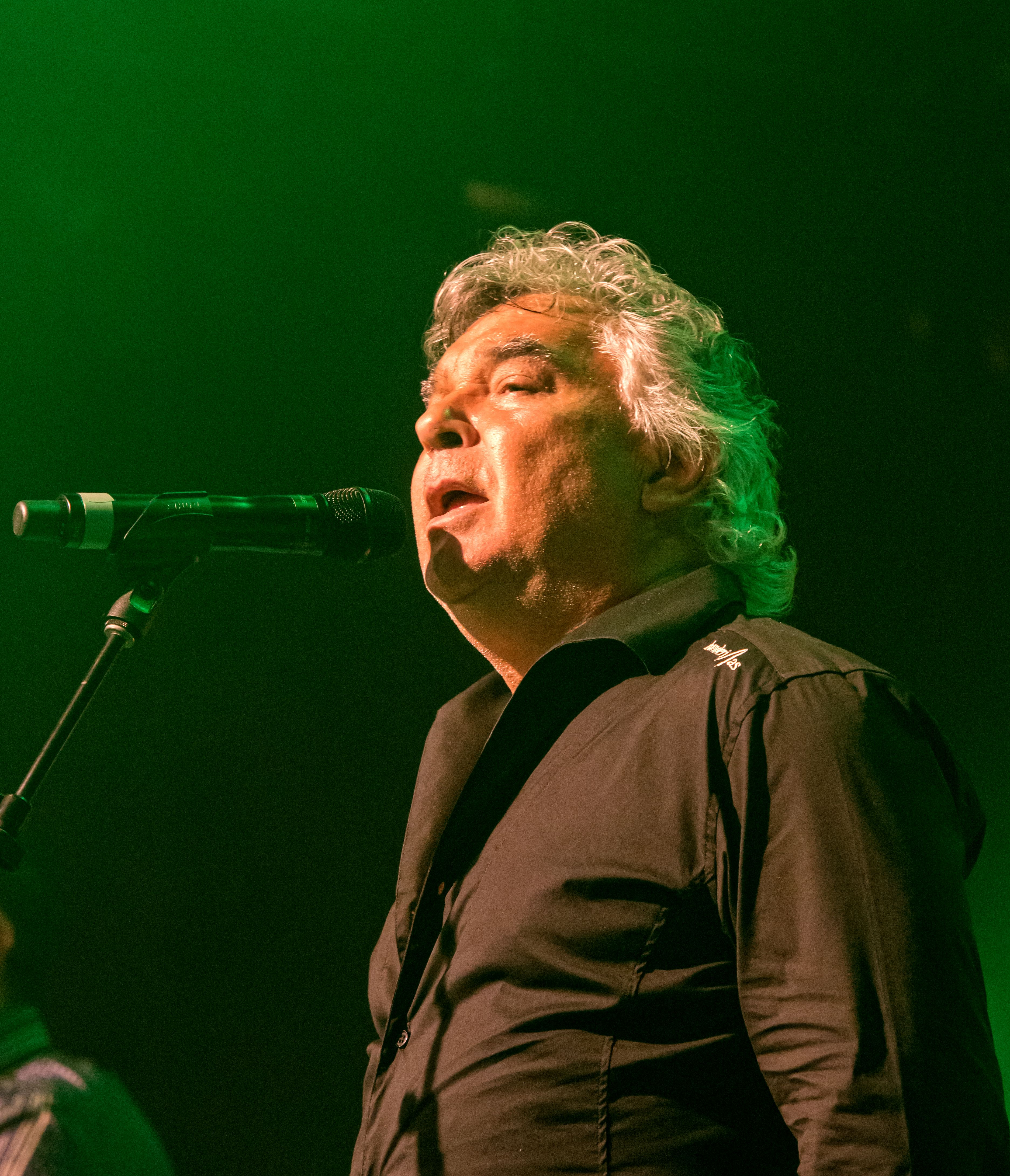
Zelt-Musik-Festival 2016

Gipsy Kings är en musikgrupp som består av franska musiker från Arles och Montpellier. De är av spansk/romanibakgrund. De är kända för att kunna framföra rumba flamenca, en pop-orienterad version av den traditionella flamencomusiken.  

## Historik
De blev populära med debutalbumet, det självbetitlade Gipsy Kings, som innehöll sångerna "Djobi Djoba", "Bamboleo" och "Un Amor".  Sången "Volare" på deras tredje album Mosaïque är en rumbaversion av Domenico Modugnos italienska hit "Nel blu dipinto di blu". De har även gjort en coverversion av Eagles hitlåt "Hotel California" som finns med på soundtracket till filmen The Big Lebowski. 
Gipsy Kings blev mycket populära i Frankrike trots besk kritik från flamencopurister. Gipsy Kings blev en succé över stora delar av Europa, speciellt i Frankrike och England.  År 1989 släpptes skivan Gipsy Kings i USA och låg 40 veckor på albumlistorna, något som mycket få spanskspråkiga skivor lyckats med. 
Deras skivor inkluderar bland annat Gipsy Kings, Estrellas, Mosaïque, Love & Liberte, Compas, Este Mundo, Somos Gitanos och Roots. Även ett flertal olika samlingsskivor har getts ut.

## Medlemmar
Gipsy Kings medlemmar kommer från två familjer som i sin tur är släkt med varandra: Reyes och Baliardo (Reyes betyder kungar på spanska). De är kusiner, och Baliardofamiljen härstammar från flamencons stora Manitas de Plata. Gipsy Kings består av:
- Nicolas Reyes - sång, gitarr
- Pablo Reyes - bakgrundssångare, gitarr
- Canut Reyes - bakgrundssångare, gitarr
- Patchai Reyes - bakgrundssångare, gitarr
- Andre Reyes - bakgrundssångare, gitarr
- Diego Baliardo - gitarr
- Paco Baliardo - gitarr
- Tonino Baliardo - förste gitarrist

Även Chico Bouchikhi var medlem i Gipsy Kings men slutade efter albumet Mosaïque.